# Gavião-vaqueiro

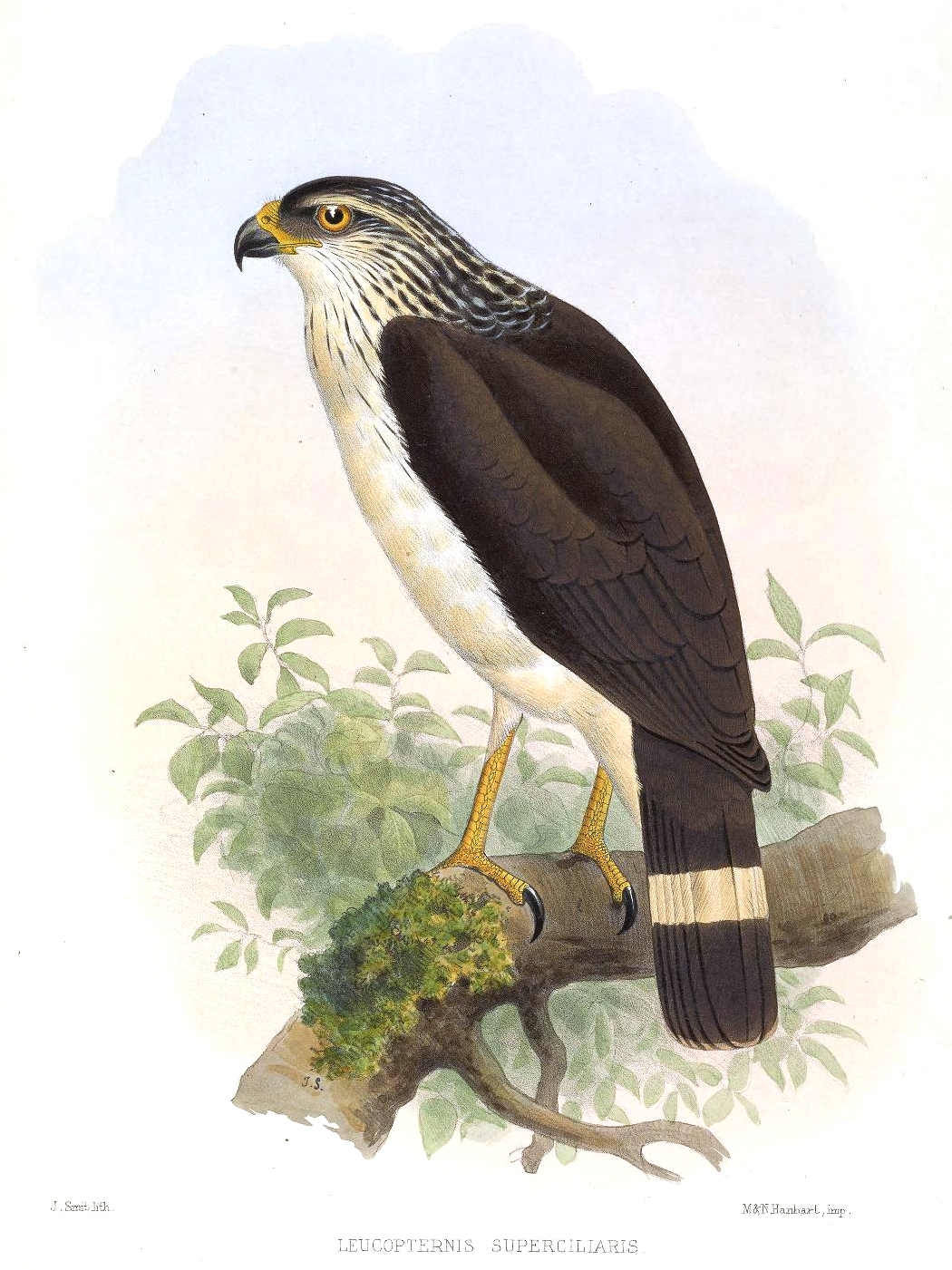

Bútio-de-sobrancelha ou gavião-vaqueiro (Leucopternis kuhli) é um gavião florestal, restrito ao sul do estado brasileiro do Amazonas bem como ao Peru e Bolívia. A espécie chega a medir até 40 cm de comprimento, partes superiores negro-azuladas, vértice e pescoço estriados de branco, partes inferiores brancas, cauda negra com uma fina faixa branca.